# Şile fyr
Şile fyr är en bemannad fyr på en udde i Şile vid Svarta havet öster om Istanbul i Turkiet.
Fyren byggdes av franska ingenjörer år 1859. Tornet är åttakantigt och 19 meter högt och hopbyggd med fyrvaktarbostaden. Fyrlyktan eldades ursprungligen med fotogen men byggdes senare om till acetylendrift.
Fyrapparaten visar vitt ljus i 1,5 sekunder var 15 sekund. Lysvidden är 20 sjömil.
Fyren elektrifierades år 1968 och renoverades år 2021. Ett litet museum har inretts på platsen.
Fyrplatsen och fyren är öppen för  besökare.